# Административное деление Финляндии
Административное деление Финляндии — система административно-территориальных единиц Финляндии. По административно-территориальному устройству Финляндия является унитарным государством.
С 1 января 2011 года в административном отношении Финляндия делится на:
1. 19 областей (или регионов) (фин. maakunta, швед. landskap)
2. области делятся на районы (фин. seutukunta, швед. ekonomisk region) - на 2021 год их число насчитывает 69, но с 2014 года данное деление не является более официальным
3. районы делятся на 342 общины (фин. kunta, швед. kommun)

## Области (регионы)
Финляндия разделена на 19 областей, или регионов (фин. maakunta, швед. landskap), управляемых региональными советами.

## Районы
Каждая область включает от 2 до 7 районов (фин. seutukunta, швед. ekonomisk region).

## Общины
Низшая административно-территориальная единица страны — община (коммуна; фин. kunta, швед. kommun). В начале 2004 года в Финляндии существовало 444 общины, из них — 68 городских, 73 полугородских и 303 сельских. Начиная с 1995 закон не различает городских и сельских общин и любая община может называться городом, если того пожелает.

## Сравнительная таблица
| Уровень | рус.            | фин.       | швед.            | англ.        | нем.                    | Уровень NUTS | количество |
| ------- | --------------- | ---------- | ---------------- | ------------ | ----------------------- | ------------ | ---------- |
| 0       | губерния (ляни) | lääni      | län              | province     | Provinz                 | 2            | 6          |
| 1       | область         | maakunta   | landskap         | region       | Landschaft              | 3            | 20         |
| 2       | район           | seutukunta | ekonomisk region | sub-region   | Verwaltungsgemeinschaft | 4            | 74         |
| 3       | община          | kunta      | kommun           | municipality | Gebiet                  | 5            | 432        |

## История
В составе Шведского королевства Финляндия до 1634 года разделялась на ландскапы, ныне известные как исторические провинции Финляндии (фин. historiallinen maakunta) или исторические провинции Швеции (швед. historiska landskap).
В 1634 году по инициативе графа Акселя Оксеншерна было введено деление страны на лены с целью модернизации системы управления. Деление на лены заменило собой разделение на провинции.
Финляндию составляли четыре лена:
- Або и Бьёрнеборг (швед. Åbo och Björneborgs)
- Нюланд и Тавастехус (швед. Nylands och Tavastehus)
- Выборг и Нюслот (швед. Viborgs och Nyslotts)
- Эстерботтен (швед. Österbottens)

Вне этой группы находился Кексгольмский лен, относившийся к Ингерманландии.
После Северной войны по Ништадтскому мирному договору 1721 года территории на юго-востоке отошли к России. Новая граница разделила два лена: Выборг и Нюслот и Кексгольмский. На оставшейся за Швецией территории ленов был образован лен Саволакс и Кюмменегорд (швед. Savolax och Kymmenegårds län).
В 1743 году России была уступлена юго-восточная часть лена Саволакс и Кюмменегорд (Старая Финляндия).
В 1776 году по решению короля Густава III лен Саволакс и Кюмменегорд был разделён на две части, из которых южная стала леном Кюмменегорд с центром в Хейнола, а северный — леном Саволакс и Карелия (швед. Savolax och Karelens län), позднее, с 1831 года, Куопиоская губерния) с центром в Куопио.
В 1809 году Швеция уступила России Финляндию и часть Вестерботнии до рек Торнео и Муонио (современные общины Торнио, Юлиторнио, Пелло, Колари, Муонио и Энонтекиё). Было создано Великое княжество Финляндское в составе Российской империи. В 1811 году в состав Великого княжества была передана Финляндская (Выборгская) губерния, большинство населения (91 %) которой составляли финны.
Сначала Великое княжество Финляндское состояло из 12 губерний, разделённых на уезды. В 1831 году Николаем I была проведена губернская реформа Великого княжества Финляндского, после которой оно разделялось на 8 губерний (см. Великое княжество Финляндское#Административное деление):
- Або-Бьёрнеборгская
- Вазаская
- Выборгская
- Куопиоская
- Нюландская
- Санкт-Михельская
- Тавастгуская
- Улеаборгская

Все финляндские губернии входили в состав Финляндского генерал-губернаторства.
После получения Финляндией независимости губернии (ляни, ляани, лены; фин. lääni, швед. län) сохранялись как основные территориальные единицы. После того как большая часть Выборгской губернии была присоединена к СССР в результате Зимней и Второй мировой войн в Финляндии на протяжении более чем полувека насчитывалось 12 ляни. В ходе реформы 1997 года было образовано 6 новых, более крупных губерний: Южная Финляндия, Западная Финляндия, Восточная Финляндия, Оулу, Лаппи, а также автономная губерния Ахвенанмаа.
С 1 января 2010 года губернии как основные административные единицы первого порядка ликвидированы, губернские правления упразднены, образовано 20 областей, или регионов. А с 1 января 2011 года их стало 19. Области Уусимаа и Восточная Уусимаа были объединены в одну — область Уусимаа.
С 2014 года деление на районы не является более официальным. Тем не менее с 2021 года существует 69 районов.

## Интересные факты
С 2021 года образована 21 территория на базе больничных округов ( из них 4 в области Усима), на которых будет осуществляться общая политика в социальной сфере. Хельсинки и Аланды не входят в их число. Эти территории входят в состав 5  зон, соответствующих университетским клиникам. Территории соответствуют областям Финляндии.